# Centro nautico e sommozzatori
Il Centro nautico e sommozzatori (CNeS) della Polizia di Stato ha sede a La Spezia e dipende organicamente dalla Direzione centrale per la polizia stradale, ferroviaria, delle comunicazioni e per i reparti speciali della Polizia di Stato.
È il centro di supporto tecnico-logistico e amministrativo e Scuola di specializzazione per le attività acquatiche; al suo interno troviamo il nucleo sommozzatori che si compone di cinque squadre distaccate inserite negli UPGSP, Ufficio prevenzione generale e soccorso pubblico, delle questure di Sassari (Olbia), Palermo, Napoli, Bari e Venezia. Tra gli incarichi dei sommozzatori ci sono i ritrovamenti di persone, operazioni di bonifica antisabotaggio, le attività di ricerca di armi ed esplosivi, ricerche archeologiche, ma anche rilevamenti di Polizia Scientifica che siano in ambienti come mari, fiumi e laghi.
Prima della soppressione delle squadre nautiche del decreto legislativo n.177/2016, oltre alle attività di supporto tecnico logistico ed operativo ai servizi nautici, con il personale specialista partecipava all'attività di supporto nelle missioni delle squadre nautiche.
Ora il CNeS, svolge funzioni di coordinamento e di controllo delle squadre sommozzatori distaccate, cura l'addestramento del personale navigante e sommozzatore.
Nel 2013 aveva un organico di personale specialista di 40 tecnici di mare (comandanti costieri e motoristi), 27 sommozzatori suddivisi in 3 squadre operative, specializzati in tecnica iperbarica e fotografia navale subacquea.